# トゥバ人
トゥバ人（トゥバ語: Тыва (Tïva)；Тывалар (Tïvalar)；Тыва кижи(Tïva kiži)）は、エニセイ川源流域に居住するテュルク語系言語であるトゥバ語を母語とする民族である。日本語表記でツーバ人とも表記される。人種はモンゴロイドに属する。
古くは『北史』鉄勒伝、『隋書』あるいは『旧唐書』・『新唐書』にみられる「都播」や「都波」は、このトゥバ人、もしくはトゥバを自称するトファラル人やコイバル人のことであると考えられている。

## 民族
トゥヴァ共和国を構成する基幹民族であり、約30万人の人口を持つ。一部モンゴル国北・西部や新疆ウイグル自治区、カザフスタン東部にも居住している。清代の「繁体字: 唐努烏梁海」（タンヌ・ウリャンカイ）と、重なる部分が多い。ロシアでは、サヤン山脈の語源となったソヨン人（ソヨト人）とも呼ばれていた。

## 歴史
エニセイ川源流域は古くより匈奴、鮮卑、柔然、突厥、回鶻、黠戛斯、モンゴル帝国など多数の国家が興亡した地であり、テュルク語系諸族のほかモンゴル語系諸族、サモエード語系諸族、ケット語系諸族などが雑居していた。伝統的にシャーマニズム信仰が浸透していたが、18世紀ごろよりモンゴルを経由してチベット仏教が伝来し、これに伴い他のテュルク系と比較して、モンゴル系と同化する傾向が強くなった。19世紀末には露清間の係争地となり、1914年にロシア帝国の保護領となった。

## 文化
サヤン山脈、タンヌ・オーラ山脈の間に位置するトゥバ盆地などでは馬や牛、ヒツジなどの放牧のほか、大麦やキビなどの栽培が盛んに行われており、トジュ地方（ロシア語ではトジャ地方）ではトナカイの飼育と狩猟を中心とした生活が営まれている。トジュ地方のトナカイ飼育はその世界的発祥地として知られている。

## 著名人

### 政治
- サルチャク・トカ（トゥバ共産党第一書記）
- ヘルテック・アンチマ＝トカ（王族を除く女性初の国家元首）
- セルゲイ・ショイグ（ロシア連邦国防大臣）
- ショルバン・カラ＝オール（トゥバ共和国政府議長）

### その他
- 狼雅外喜義（大相撲力士、二子山部屋所属）
- ガルサン・チナグ （詩人、作家）